# Kerékpározás az 1906. évi nyári olimpiai játékokon
Az 1906-os pánhellén olimpián kerékpározásban hat számban avattak olimpiai bajnokot.

## Éremtáblázat
A rendező ország csapata eltérő háttérszínnel, az egyes számoszlopok legmagasabb értéke, vagy értékei vastagítással kiemelve.
| Az 1906. évi nyári olimpiai játékok éremtáblázata kerékpározásban | Az 1906. évi nyári olimpiai játékok éremtáblázata kerékpározásban | Az 1906. évi nyári olimpiai játékok éremtáblázata kerékpározásban | Az 1906. évi nyári olimpiai játékok éremtáblázata kerékpározásban | Az 1906. évi nyári olimpiai játékok éremtáblázata kerékpározásban | Olimpia  |
| ----------------------------------------------------------------- | ----------------------------------------------------------------- | ----------------------------------------------------------------- | ----------------------------------------------------------------- | ----------------------------------------------------------------- | -------- |
|                                                                   | Ország                                                            | Arany                                                             | Ezüst                                                             | Bronz                                                             | Összesen |
| 1.                                                                | Olaszország (ITA)                                                 | 3                                                                 | 0                                                                 | 0                                                                 | 3        |
| 2.                                                                | Nagy-Britannia (GBR)                                              | 2                                                                 | 3                                                                 | 0                                                                 | 5        |
| 3.                                                                | Franciaország (FRA)                                               | 1                                                                 | 2                                                                 | 4                                                                 | 7        |
|                                                                   |                                                                   |                                                                   |                                                                   |                                                                   |          |
| 4.                                                                | Németország (GER)                                                 | 0                                                                 | 1                                                                 | 1                                                                 | 2        |
|                                                                   |                                                                   |                                                                   |                                                                   |                                                                   |          |
| 5.                                                                | Belgium (BEL)                                                     | 0                                                                 | 0                                                                 | 1                                                                 | 1        |
|                                                                   |                                                                   |                                                                   |                                                                   |                                                                   |          |
| Összesen                                                          | Összesen                                                          | 6                                                                 | 6                                                                 | 6                                                                 | 18       |

## Érmesek
| Az 1906. évi nyári olimpiai játékok érmesei férfi kerékpározásban |                                                             |           |                                             |           |                                                        |           |
| Versenyszám                                                       | Arany                                                       | Arany     | Ezüst                                       | Ezüst     | Bronz                                                  | Bronz     |
| Országúti egyéni                                                  | Fernand Vast · Franciaország (FRA)                          | 2:41:28,0 | Maurice Bardonneau · Franciaország (FRA)    | 2:41:28,4 | Edmond Luquet · Franciaország (FRA)                    | 2:41:28,6 |
| Sprint                                                            | Francesco Verri · Olaszország (ITA)                         | 1:42,2    | Herbert Bouffler · Nagy-Britannia (GBR)     | -         | Eugène Debongnie · Belgium (BEL)                       | -         |
| 333,33 méteres időfutam                                           | Francesco Verri · Olaszország (ITA)                         | 22,8      | Herbert Crowther · Nagy-Britannia (GBR)     | 23,2      | Henri Meniou · Franciaország (FRA)                     | 23,2      |
| 2000 méter tandem                                                 | Nagy-Britannia (GBR) · Thomas John Matthews · Arthur Rushen | 2:57,0    | Németország (GER) · Bruno Götze · Nax Götze | 2:57,2    | Németország (GER) · Erich Dannenberg · Otto Küpferling | -         |
| 5000 méter egyéni                                                 | Francesco Verri · Olaszország (ITA)                         | 8:35,0    | Herbert Crowther · Nagy-Britannia (GBR)     | -         | Fernand Vast · Franciaország (FRA)                     | -         |
| 20 kilométer                                                      | Billy Pett · Nagy-Britannia (GBR)                           | 29:00,0   | Maurice Bardonneau · Franciaország (FRA)    | 29:30,0   | Fernand Vast · Franciaország (FRA)                     | 29:32,0   |